# 바르샤바 봉기
바르샤바 봉기(폴란드어: powstanie warszawskie)는 제2차 세계 대전 당시 바르샤바를 독일 제3제국군에게서 해방시키기 위해 폴란드 국내군이 일으킨 일제 봉기이다. 당시 소련 붉은 군대가 독일군을 몰아내며 바르샤바 동부 외곽으로 접근하던 것과 시기를 같이했다. 그러나 소련군은 바르샤바 코앞에서 진격을 멈추었고, 그 사이 독일군은 전열을 재정비하여 폴란드 봉기군을 진압했다. 외부의 도움이 전혀 없는 63일 동안 바르샤바는 독일군의 잔혹한 진압 아래 파괴되었다. 바르샤바 봉기는 제2차 세계 대전 저항운동사에서 최대 규모의 단일 군사행동이다.
봉기는 1944년 8월 1일 시작되었다. 폴란드 지하국은 소련 육군이 바르샤바로 진격중이던 것(루블린-브레스트 공세)과 보조를 맞추어 폴란드 전역에서 봉기를 일으키려 계획했으며(폭풍우 작전), 바르샤바 봉기는 이 상위 계획의 일부였다. 폴란드 저항운동가들의 목표는 우선 첫째로 독일 점령군을 도시에서 몰아내어 독일과 추축국이라는 거악에 맞서는 싸움에 힘을 보태는 것이었고, 둘째로 소련군이 바르샤바를 "해방"시키기 전에 자기들 손으로 바르샤바를 해방시켜 소련의 괴뢰집단인 폴란드 민족해방위원회에 대한 정통성 면에서의 우월성을 점유하려 한 것이었다. 또한 독일군이 사지 멀쩡한 폴란드인들에 대한 집단검속을 개시했고 모스크바에서 봉기를 독촉하는 등의 단기적 위협들도 한 원인으로 작용했다.
봉기 초기 단계에서 폴란드인들은 바르샤바 중심가 대부분을 점령, 해방구로 삼는 데 성공했다. 그러나 소련군은 폴란드인들의 무전 접촉을 무시하고 바르샤바 경계 밖에서 대기만 하고 있었다. 이윽고 전열을 정비한 독일군과 폴란드인 사이에 격렬한 시가전이 벌어졌다. 9월 14일 소련군 휘하의 제1폴란드군이 비스툴라강 동안에 도착했으나, 이들 중 강을 건너 바르샤바로 진입할 수 있었던 것은 1,200 명에 불과했다. 또한 붉은 군대는 이들을 증원하지도 않았고, 공중지원도 제대로 이루어지지 않았다. 이러한 정황은 소련 독재자 이오시프 스탈린이 반공적인 폴란드 지하국 소속 저항운동가들이 독일군에게 분쇄되기를 바라고 고의적으로 그들을 방치했다는 주장이 제기되는 원인이 되었다. 아서 쾨슬러는 바르샤바의 소련군의 태도를 일컬어 “후세 역사가들은 리디체의 일과 더불어 이것을 이 전쟁에서 가장 끔찍한 오명 중 하나로 기억하게 될 것”이라고 했다.
윈스턴 처칠은 스탈린과 루스벨트에게 영국에 소재한 폴란드 망명정부를 도와줄 것을 항변했으나 전혀 통하지 않았다. 처칠은 소련군의 공중지원 없이 왕립공군, 남아프리카 공군 및 영국 고등사령부 지휘하에 있던 폴란드 공군을 동원해 200개 이상의 저수준 보급품을 투하했고, 이후 소련군이 공중 교통을 정리한 이후에 미국 공군이 프랜틱 작전의 일환으로 대규모의 공중 투하를 한 차례 실시했다. 그러나 소련군은 서부전선의 미국 폭격기가 폴란드인들에게 보급품을 투하해준 뒤 소련 공군기지에 착륙하는 것을 불허했다.
바르샤바 봉기 때 발생한 사상자 수는 정확히 알 수 없지만, 폴란드 저항군 중 16,000 여명이 죽고 6,000 여명이 중상을 입었다. 또 폴란드 민간인이 150,000 ~ 200,000 명 죽었다,. 독일군의 가택수색으로 일부 폴란드인들이 보호해 주고 있던 유대인들이 노출되기도 했다. 독일군 사상자는 사망자와 실종자를 합해서 8,000 명 이상이고 부상자는 9,000 여명이었다. 시가전을 거치면서 바르샤바의 건물 4분의 1이 파괴되었다. 폴란드 저항군이 항복한 뒤에도 독일군은 남은 도시의 35%를 또 파괴했다. 1939년 폴란드 침공 때 발생한 피해에 1943년 바르샤바 게토 봉기 때 발생한 피해까지 더하여 바르샤바는 1945년 1월 독일군이 바르샤바를 방기하고 퇴각할 때까지 전쟁 이전의 85%가 파괴되었다. 바르샤바 봉기의 주도세력인 폴란드 국내군과 지하국은 봉기 실패로 완전히 와해되었을 뿐 아니라 독일군이 버리고 떠난 바르샤바를 소련군이 접수한 이후 그 지도부는 NKVD에 의해 살해당하거나 수용소로 끌려갔다.

## 배경
1939년부터 1944년 7월까지, 약 5년 가까이 독일의 지배를 받은 폴란드인들은 동부 전선에서 독일군이 패퇴하면서 스스로 독립할 준비를 한다. 이미 소련군은 7월 말까지 바르샤뱌 근처까지 도달했지만 너무 장시간 추격을 했던 터라 선봉 부대의 전력이 많이 약화된데다, 독일군 또한 소련군에 맞서 바르샤바를 요새화하기 위해 바르샤바 인근에 병력을 투입하려던 실정이었다. 이에 따라 1만 5천 명이던 바르샤바 주둔 독일군 수비대의 수는 3만 명으로 증가하고 있었던 때였다.

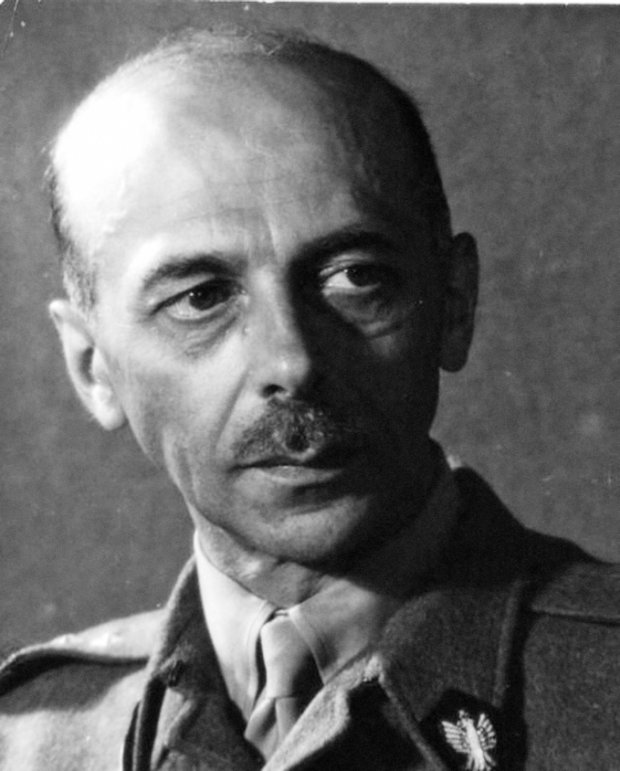
타데우시 부르 코모로브스키(Tadeusz Bór Komorowski) 장군

이런 사실을 모르고 있던 바르샤바 봉기군 사령관인 타데우시 부르 코모로브스키 장군은 독일군에 대항할 봉기 시간, W-hour를 1944년 8월 1일, 오후 5시에 개시하기로 결정했다. 바르샤바 내 봉기군 중에서 충분한 무기와 탄약을 장비한 사람은 약 2,500여명 정도였고, 그외 여성이 4,000여 명, 총 20,000-40,000여 명 가량이 봉기를 준비하고 있었다.

## 봉기 개시
봉기를 개시할 시간이 한참 남는 무렵, 봉기군의 유격대 1천여 명이 갑자기 집결해 봉기를 일으켰다. 그 이유는 아직까지 확실하지 않은데, 가장 근거가 있는 것은 파리 봉기와 마찬가지로 폴란드 공산주의자들이 계략을 꾸몄다는 것이 유력하다고 한다. 갑작스런 봉기로 인해 봉기군은 준비도 제대로 하지 못하고 약간 혼란스러운 상태에서 봉기를 앞당겨 개시하게 된다.

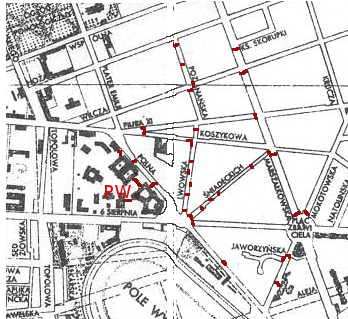
봉기 당시 바리케이트가 설치된 지점

봉기군은 빠른 시간 안에 바르샤바의 대다수를 점거한다. 봉기 개시 이틀 만에 봉기군은 중앙 우체국과 조폐창, 병원, 인쇄소, 발전소, 공장을 점령했으며, 바르샤바 볼라 지구에서는 봉기군이 친위대 식량창고와 군복 저장소를 점령해 일부 봉기군이 친위대 군복 완장에 폴란드 국기를 상징하는 흰색과 붉은색이 그려진 완장을 차고 다녔다. 봉기로 인해 바르샤바를 통해 이루어지던 동서간의 보급로가 차단되었다. 첫째날, 2천 명의 봉기군과 500명의 독일군이 전사했다. 해질 무렵엔 거리마다 바리케이트가 생겨났다.
8월 2일 봉기군은 손수 만든 첫 신문을 배포했다. 130부씩 찍어낸 봉기군의 신문은 반란 기간 동안 계속해서 만들어졌다. 이날, 소련군이 바르샤바에서 12마일 떨어진 프라가에 도달했지만, 더 이상 진격을 하지 않고 재정비를 하고 있었다. 소련 공군 또한 바르샤바에서의 활동을 하지 않고 있었다. 8월 4일까지 폴란드 군은 나치 독일에 대항하여 바르샤바 내에서 가장 넓은 작전반경과 활동능력을 보유할 수 있었다. 봉기군은 바르샤바를 모두 8개 구역으로 편성, 각 구역마다 병력을 배치시켰다. 하지만 나치 독일군은 폴란드 봉기군에 비해 훨씬 잘 무장되어 있었고, 이는 결국 폴란드 인들의 비극적 패인이 되고 말았다.

## 진압
SS 총사령관 하인리히 히믈러는 봉기 소식을 접하자 즉시 진압 작전을 명령했다. 이에 포즈난에서 주둔 중이던 하인츠 하인리히 라인파레트 휘하의 SS 경찰부대, 디들레방거 사단, 카민스키 ROAN 여단, 아제르바이잔 보병 대대가 바르샤바로 출동하고, 이어 헤르만 괴링 공수기갑사단까지 바르샤바로 떠났다. 바르샤바 진압군 사령관 에리히 폰 뎀 바흐 장군은 진압을 명령했지만, 히믈러는 유럽의 다른 도시에서 반란이 일어날 것을 막기 위해 바르샤바를 본보기로 만들 생각이었다. 이에 바르샤바의 모든 포로와 군관민에 대한 사살명령이 떨어졌다.
소련 공군기가 제공권 획득을 포기한 상황이었기 때문에 오래전에 전장에서 사라졌던 Ju-87 슈투카 급강하폭격기가 매일 바르샤바에 폭격을 쏟아부었다. 봉기군은 대공화기가 없어 이를 방어할 수 없는 상황이었다. 파라가에서 소련군의 움직임이 없었기 때문에 바르샤바는 포위되었다. 독일군은 보급로 개방을 위해 오호타 지구를 공격하기 시작했다.
독일군은 민간인이건 봉기군이건 남녀노소를 막론하고 사살했다. 반란 초기에 65,000 명에 달하는 시민들이 집단으로 처형당하고, 볼라 지구의 세인트 라차루스 병원에선 1,360 명 이상의 환자와 병원 직원들이 처형당했다. 독일 특수부대는 바르샤바 곳곳에서 방화와 약탈, 강간, 화형을 일삼았다.
8월 중순에 350여 명의 유대인과 폴란드인이 수감된 수용소가 개방되면서 그 안에 있던 유대인들도 봉기에 참여했다.

### 볼라 지구 돌파
봉기가 시작될 때 색슨 가든의 브뤼흐 궁전에는 바르샤바 지구 총독인 루드비히 피셔와 바르샤바 주둔군 사령관이었던 라이너 스타헬이 포위되어 있다가 볼라를 돌파한 독일 전차부대에 의해 구출된다. 볼라의 돌파 이후 도심과 구시가지 간의 연결이 차단되고, 이후 하수도를 통해 서로 연결된다. 바르샤바의 하수도는 복잡했기 때문에 배관공 등의 특별한 안내인이 없으면 길을 잃기 십상이었다.
바르샤바 외곽 푸르즈코프에서는 이동야영지 121개가 설치되었다. 60만 명에 달하는 바르샤바 시민들이 이곳을 통해 강제 이주되었다. 독일군은 바르샤바 주민들에게 도시를 떠나면 집과 의약품, 일을 구할 수 있지만, 그렇지 않으면 불행한 결과가 있을 것이라는 위협적인 선전문을 비행기로 살포했다. 독일군은 교량을 탈취하기 위해 구시가지에 8천 명의 병력을 투입해 공격을 개시했다.

### 해방 지구의 모습
해방 지구내 바르샤바 시민들은 대체적으로 봉기군의 명령에 따라 질서를 바르게 잡고 있었다. 8월 8일에 봉기군은 자체제작한 라디오 방송 '섬광'을 송신한다. 9월 9일에도 다른 라디오 방송이 제작된다. 또한 봉기군은 영화 뉴스도 자체 제작해 팔라디움 극장에서 봉기군과 시민들에게 공개되었다. 8월 중순에 독일군이 정수여과장을 점령하면서 물공급이 중단되자 봉기군은 우물을 팠다. 9월 말까지 바르샤바엔 약 90여 개의 우물이 생겨났다.

### 치열한 접전
8월 두 번째 주, 독일군은 도심에서 전차와 장갑차량 등을 이용해 공격했지만 전차를 비롯한 차량 9대가 파괴되었을 뿐, 큰 성과를 올리지 못했다. 촐리보르츠와 구시가지쪽에서 봉기군이 그단스크 역을 점령하려는 시도를 했지만, 장갑열차의 공격으로 격퇴되었다. 이후 장갑열차는 그단스크 역에서 봉기군을 향해 공격을 개시한다. 봉기군은 자체제작한 장갑차량 쿠부시(Kubuś)를 전투에 투입시킨다.
8월 17일 무렵, 독일군은 각종 무기들을 바르샤바로 투입시킨다. 600mm 칼-마우져 박격포와 하노마그를 개조한 로켓 발사기, 원격 조종 대전차폭탄 골리앗테가 바르샤바로 투입되었다. 독일군은 봉기 지구에 포격과 폭격을 퍼붓고, 이어 전차와 골리앗테를 선두로 진입시키고, 그 뒤를 보병이 따라 들어갔다. 전투가 계속되면서 쌍방은 엄청난 피를 흘렸다. 하인리히 히믈러는 9월 12일 바르샤바 봉기에서의 전투를 스탈린그라드 전투에 비견할 정도로 치열한 전투이자, "개전 이래 가장 치열한 전투"라고까지 묘사했다.
폰뎀 바흐 장군은 도시 내에 포위되어 있는 독일군을 구출하기 위해 길을 열면 공격하지 않겠다는 제의를 했으나 거절당했다. 봉기군은 포위된 독일군을 공격해 전화교환국에 있던 115명의 독일군을 생포했다.

### 구시가지 점령
8월 14일 구시가지에서의 전투는 끝을 보고 있었다. 30분마다 포격이 쏟아졌고, 봉기군은 그 때마다 방어선을 줄여야 했다. 독일 전차의 공격으로 모든 방어물이 파괴되었고, 구시가지에서의 봉기는 끝나가고 있었다. 일부 봉기군은 자신들이 입고 있던 친위대 군복을 이용해 독일군의 눈을 속여 도심으로 도망쳤고, 이외 대다수는 하수도를 통해 촐리보르츠와 도심으로 도망쳤다. 7천 명의 부상자와 시민 3만 명은 맨 마지막에 탈출한다. 독일군은 구시가지를 점령하면서 남아 있던 사람들을 전부 처형했다. 야전 병원의 환자들은 모두 화형을 당했다.
구시가지의 전투에서 폴란드인 3만 명이 죽고, 봉기군 7천 5백 명이 죽거나 다쳤다. 전체 약 77%에 달하는 피해였다. 독일군도 전체 55%에 달하는 3천 9백 명의 사상자가 발생했다. 구시가지가 점령된 후에 독일군은 봉기군을 모두 도심으로 몰아넣기 위해 강기슭 일대를 공격했다. 바르샤바 수력 발전소가 점령되어 버렸고, 구시가지가 점령된 지 4일 만에 봉기군과 시민들은 도심으로 쫓겨 들어갔다.

## 연합군의 개입
미국과 영국은 바르샤바의 봉기군을 연합군의 일원으로 인정했다. 그러나 소련에서는 이를 거부했고, 폴란드인들은 제발 독일군이 그들을 연합군으로 인정해 그들이 자신들을 포로대우할 수 있기를 바랐다. 폰뎀 바흐 장군은 9월 9일과 10일 양일간 시민들에게 도시를 떠나라는 권유문을 살포했다. 폴란드 적십자협회의 협상으로 수천 명의 시민들이 도시를 떠나는 2시간 동안 사격이 중단되었다. 이후 독일군은 도심 북부에 대한 공세를 폈고, 600mm 박격포가 8분마다 포를 쐈다. 인쇄소가 포탄을 맞고 파괴되어 신문의 발행이 중단되었다. 시민들은 안전한 도심 남쪽으로 도망쳤다.
9월 11일 소련군은 다시 바르샤바로 향해 진격을 시작했다. 소련군의 공격으로 독일군은 밀리기 시작했고, 바르샤바 상공에서도 소련 항공기가 나타나 독일 공군기와 공중전을 벌였다. 9월 16일 독일군은 비즈툴라 강에서 밀려 바르샤바로 쫓겨 들어갔다. 소련은 망명한 폴란드군으로 규합된 베링 장군의 폴란드 1군에게 바르샤바를 구출할 것을 명령했다. 그러나 이들은 한스 랄르너장군이 이끄는 독일 19기갑사단의 저항으로 인해 제대로 전진하지 못 했다. 9월 15일 3일 낮밤으로 베링의 병사 1,600여 명이 강을 건너 봉기군과 접선했다.
그러나 9월 17일엔 상륙이 실패하는 바람에 1,050여 명의 병사가 사살되거나 생포되었다. 9월 23일까지 강을 건넜던 폴란드인 군사들 중의 일부는 강을 다시 건너 도망쳤고, 이중 일부만이 도심까지 들어가는 데 성공한다. 9월 18일 바르샤바에 처음이자 마지막으로 미국 폭격기들이 날아와 대규모 보급품을 투하했다. 그러나 16톤의 물자 중 봉기군이 회수하는 데 성공한 물자는 전체 20%에 불과했고, 나머지는 모두 독일군의 수중에 떨어졌다. 이후, 소련에서 간간히 비행기로 물자를 투하했으나 그 양은 불필요할 정도로 소량이었다.

## 종지부
9월 24일 독일군은 모코토프를 공격해 27일에 함락시킨다. 독일군은 야전병원의 환자와 직원들을 모두 처형시켰다. 9월 26일에 시민들이 모코토프를 빠져나가기 위해 두 시간 동안 사격이 중지되었다. 모코토프가 점령될 때 일부 봉기군 대원들이 하수도로 대피했다가 길을 몰라 방황하다 독일군 방어 지역으로 들어가 150명이 처형당했다.
9월 27일 폰 뎀 바흐는 항복하면 제네바 협정을 준수해 포로 대우를 해 줄 것을 약속하는 선전 방송을 했다. 9월 29일 촐리보르츠가 공격당해 다음날 점령되었다. 베링의 병사들은 촐리보르츠가 점령되자 다시 강을 건너 도망쳤다. 봉기로 해방된 유대인들도 지하실로 숨었다가 2주 후에야 다시 나올 수가 있었다.
9월 28일 폰 뎀 바흐가 조건부 항복을 제의했고 협상이 시작되었다. 10월 1일 6시간 동안 사격이 중지되자, 8천 명의 시민들이 도심에서 도망쳤다. 결국 폰 뎀 바흐와 볼 코모로프스키 장군의 사자는 조건부 항복에 대해 서명했다. 1944년 10월 2일, 오후 8시를 기해 모든 지역에서 교전 행위가 중지되었다. 항복 기간에 봉기군은 포로 대우를 받을 수 있었지만 그것은 어디까지나 국방군에 한해서였다. 10월 4일, 바르샤바의 봉기군 신문은 마침내 연재를 중단하게 된다. 섬광도 같은 날, 오후 9시 40분 방송을 런던으로 전송하고 방송을 중단하게 된다.
봉기군은 항복할 준비를 했다. 창고를 잠그고, 그들의 군복을 폐기하며, 사망한 봉기군의 신분증은 폴란드인 소련군에게 넘겨주고, 유대인들에겐 위조 신분증을 나눠주었다. 총 1만 5천 명의 봉기군이 포로가 되었고, 5천 명의 부상자들이 야전 병원으로 후송되었다. 사실 그들은 군복이라고 해봤자 그들이 완장으로 매달고 있는 흰색과 붉은색이 그려진 완장만 떼어내면 민간인이나 다를 바가 없었지만, 그들은 그것을 거부했었다. 일부 폴란드 봉기대원들은 포로가 될 것을 거부한 채 폐허 속에서 계속 항전을 하게 된다.
민간인으로 돌아간다고 해도 나을 것은 없었다. 20만 명에 가까운 시민들이 바르샤바에서 나오자 그들은 독일의 강제 노동 수용소로 이동하게 되었다. 도시는 완전 정적에 휩싸였고, 독일군은 빈 집을 돌며 모든 것들을 약탈하며, 건물을 파괴하기 시작했다. 전후에 폴란드인들이 독일에 배상금 지불을 요구할 때 독일군이 약탈해간 물건의 수량이 화물 열차 3만 3천 량에 달했다고 한다. 바르샤바는 제2차 세계대전 동안 완전히 파괴되었다. 1939년 바르샤바 방어전, 1943년 바르샤바 게토 봉기, 1944년 바르샤바 대봉기 이후에 나치 독일의 철저하고 무자비한 파괴로 인해 85%가 완전히 파괴되었다. 옛 건축물들 중에는 거의 유일하게 빌라누프 궁전만이 살아남았다. 그나마도 나치 독일군의 사령부로 쓰였기에 무사한 것이었다.
그리고 1945년 1월 7일 소련군과 베링의 폴란드 1군이 마침내서야 인적없는 바르샤바로 들어서게 된다. 소련의 점령하에서 봉기군은 탄압을 받아 NKVD에 의해 체포, 투옥되었다. 대부분의 봉기군은 수용소로 보내지거나 처형되었으며 간혹 실종 처리되기도 하였다.

## 종전 후

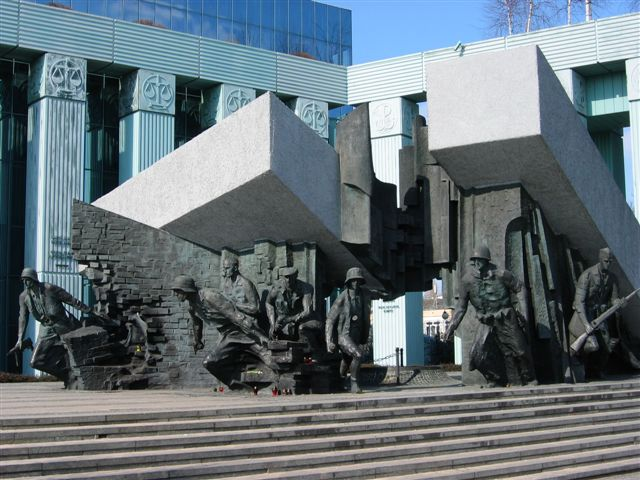
바르샤바 봉기 기념비

소련의 위성국가였던 폴란드 인민 공화국에 의해 바르샤바 봉기에 대한 정보는 검열, 폐기되었으며 폴란드 국내군(Armia Krajowa) 단어의 사용은 금지되었다.
1989년 폴란드 민주화 운동으로 폴란드 인민 공화국이 해체되고 폴란드 제3공화국(폴란드 공화국)이 성립되면서 바르샤바 봉기에 대한 역사적 평가가 이루어지고 있다.
2004년 8월 1일 바르샤바 봉기 60주년을 맞아, 독일 총리 게르하르트 슈뢰더가 추모식 기념비에 헌화를 했었다. 그러나 그보다 앞서 1970년에 반나치의 인사 중 한 명이었던 빌리 브란트 총리가 그 자리에 무릎을 꿇고 사죄를 빌었었다.

## 주해
1. ↑  Davies, Norman (2008) [2004]. 〈Outbreak〉. 《Rising '44. The Battle for Warsaw》. London: Pan Books. ISBN 978-0330475747 – Google Books, preview 경유.
2. ↑  Borodziej, Włodzimierz (2006). The Warsaw Uprising of 1944. Translated by Barbara Harshav. University of Wisconsin Press. ISBN 978-0-299-20730-4p. 74.
3. ↑  Borowiec, Andrew (2001). Destroy Warsaw! Hitler's punishment, Stalin's revenge. Westport, Connecticut: Praeger. ISBN 0-275-97005-1. p. 6.
4. ↑  Borodziej, p. 75.
5. ↑  Comparison of Forces, Warsaw Rising Museum
6. 1 2 3 4 5 6 7 8 9  “FAQ”. Warsaw Uprising. 2018년 9월 29일에 원본 문서에서 보존된 문서. 2009년 2월 3일에 확인함.
7. ↑  Stanley Blejwas, A Heroic Uprising in Poland  보관됨 2018-01-31 - 웨이백 머신, 2004
8. ↑  (POL)Jerzy Janusz Terej, Europa podziemna 1939–1945, Warszawa 1974 보관됨 2017-11-14 - 웨이백 머신
9. ↑  Koestler, letter in Tribune magazine 15 September 1944, reprinted in Orwell, Collected Works, I Have Tried to Tell the Truth, p.374
10. ↑  History of the Second World War, 611, B. H. Liddell Hart